# Șoimeni (okręg Kluż)
Șoimeni – wieś w Rumunii, w okręgu Kluż, w gminie Vultureni. W 2011 roku liczyła 367 mieszkańców.